# Hulshorst
Hulshorst is een dorp in de gemeente Nunspeet, in de Nederlandse provincie Gelderland. Het kent 2.035 inwoners (1 januari 2023).
Het dorp ligt ten zuidwesten van Nunspeet en ten noorden van Harderwijk en Hierden aan de Harderwijkerweg, vroeger de Zuiderzeestraatweg genaamd. Deze weg vormt ongeveer de grens tussen het Veluwemassief en de agrarische gronden langs het Veluwemeer. In Hulshorst zijn enkele landgoederen, waaronder dat van voormalig landhuis Hulshorst, Huize Groeneveld en Barrebos. Kasteel De Essenburgh lag oorspronkelijk in Hulshorst, maar sinds de gemeentelijke herindeling in 1972 valt dit kasteel onder Hierden. Hulshorst heeft een molen met de naam De Maagd en een eigen voetbalvereniging (VV Hulshorst) en tennisvereniging (T.V. Hulshorst), verder heeft het dorp een eigen ruitervereniging met manege.
Het voormalige spoorwegstation Hulshorst is onderwerp van een gedicht van de dichter Gerrit Achterberg. Het station, dat in de tweede helft van de twintigste eeuw vooral gebruikt werd door recreanten, is in 1987 buiten gebruik gesteld,
Bekende inwoners van Hulshorst waren de voormalige PvdA-coryfee Marcel van Dam en sociologe en verzetsstrijdster Tineke Wibaut-Guilonard (1922-1996).

## Foto's

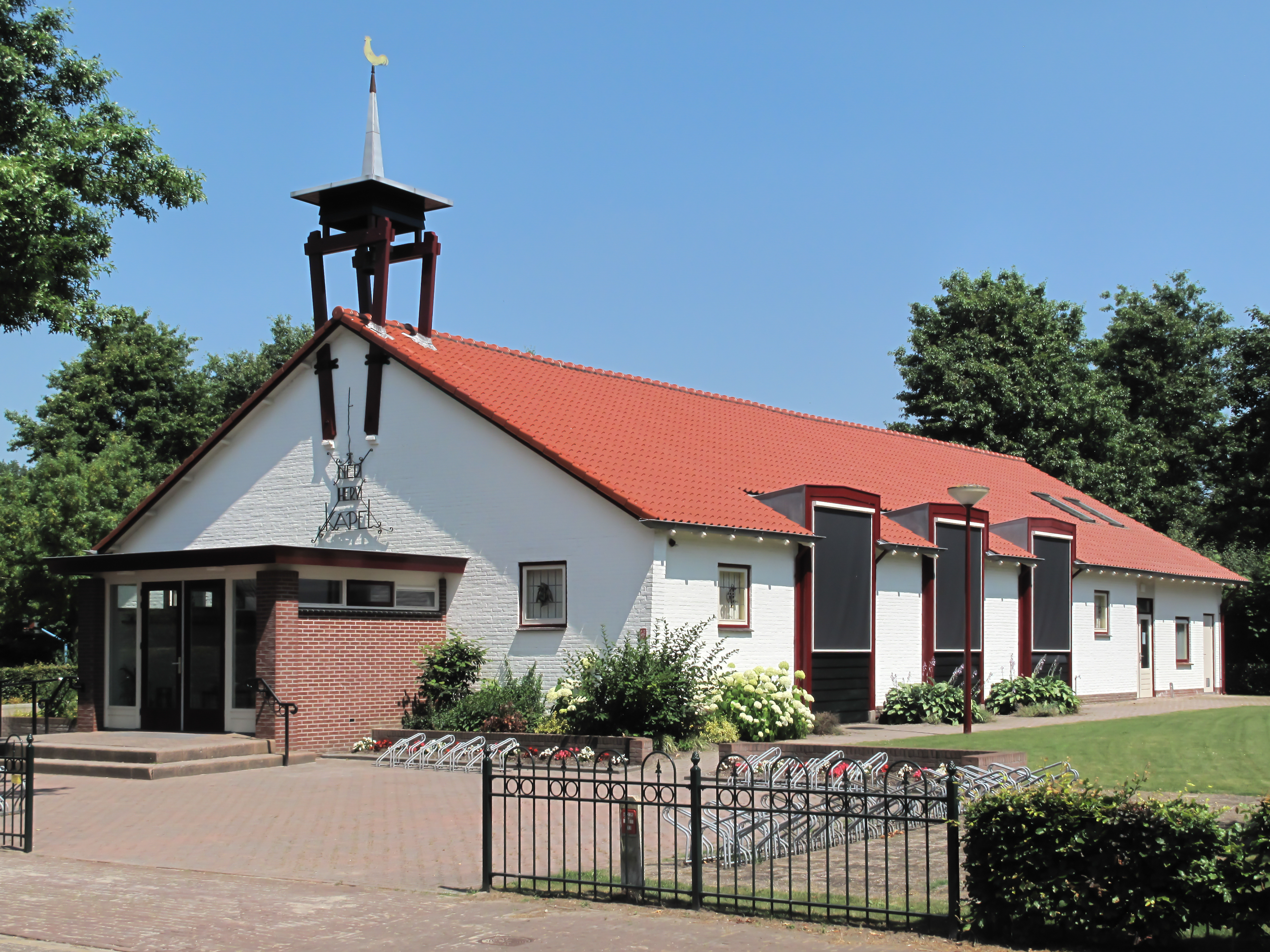
Hervormde kapel
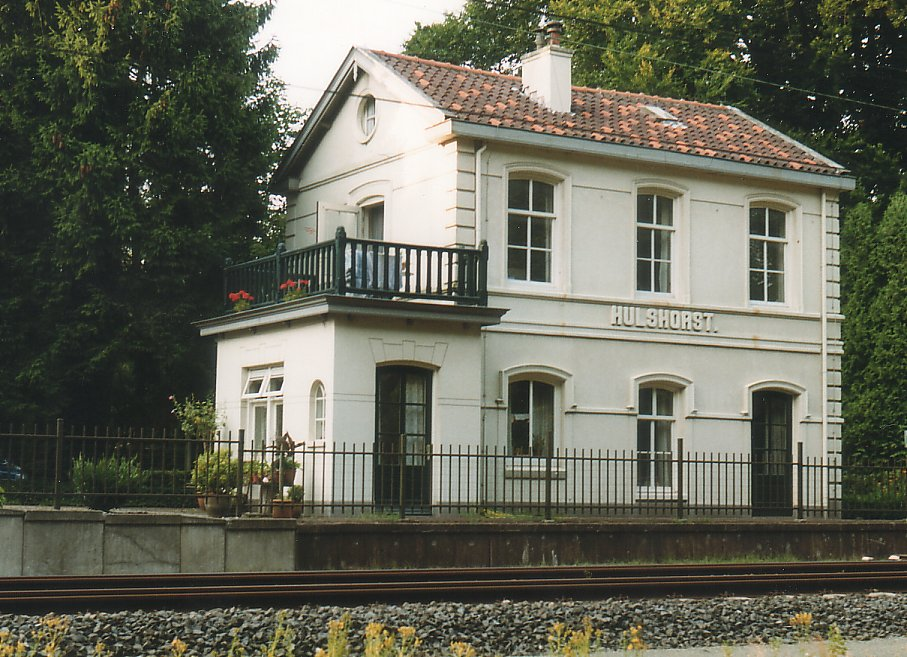
Voormalig station van Hulshorst

## Geboren in Hulshorst
- Elsbeth Etty (1951), literair recensente en columniste
- Hugo van den Berg (1990), motorcoureur